# Vřetenová galaxie
Vřetenová galaxie (také M102 nebo NGC 5866) je z boku viděná čočková galaxie v souhvězdí Draka. Od Země je vzdálená 48 milionů ly
a je členem malé skupiny galaxií NGC 5866.
Objevil ji pravděpodobně Pierre Méchain 27. března 1781, ale dlouho nebylo jasné, zda této galaxii přísluší číslo 102 v Messierově katalogu. Výzkumy historických pramenů vedou k tomu, že M102 není totožná s galaxií Větrník (M101), nýbrž to je právě galaxie NGC 5866.

## Pozorování

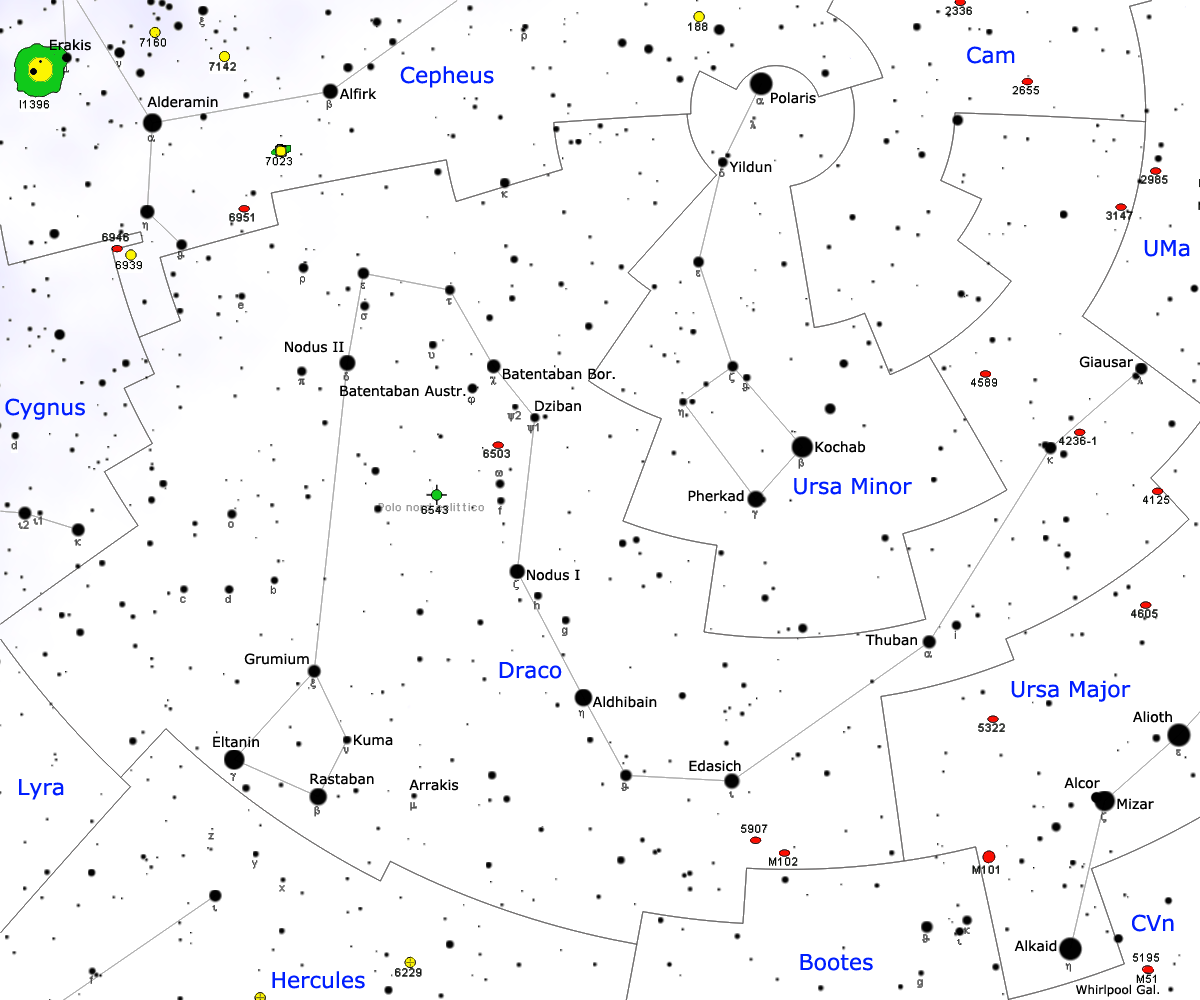
Poloha M 102 v souhvězdí Draka

Vřetenová galaxie leží v jižní části souhvězdí 4° jihozápadně od hvězdy Edasich (ι Dra) a 1° severně od hvězdy 5. magnitudy. Samotná galaxie má magnitudu 10, takže není viditelná pouhým okem ani triedrem, ale při pohledu malým dalekohledem o průměru např. 100 mm je vidět její protáhlý tvar. Náznak tmavého pásu v rovině galaxie je vidět až ve velkých amatérských dalekohledech.
Galaxie má velkou severní deklinaci, proto je pozorovatelná téměř výhradně ze severní polokoule, kde je navíc cirkumpolární ve většině oblastí pouze kromě tropického pásu blízko rovníku. Naopak na jižní polokouli je ve většině oblastí neviditelná. Nejvhodnější období pro její pozorování na večerní obloze je od března do srpna.
1,5° severovýchodně leží jiná z boku viděná galaxie NGC 5907, která je dalším jasným členem skupiny galaxií NGC 5586.

## Historie pozorování
NGC 5866 pravděpodobně objevil Pierre Méchain 27. března 1781
a Charles Messier ji bez ověření polohy přidal jako jednu z posledních položek do svého katalogu. Méchain později tvrdil, že objekt číslo 102 je omylem znovu pozorovaný objekt 101, ale díky blízké hvězdě 6. magnitudy v popisu tohoto objektu a souřadnicím, které si Messier později připsal do svých poznámek, se dá usoudit, že oba astronomové pozorovali galaxii NGC 5866. Nezávisle na nich ji zaznamenal i William Herschel v roce 1788.

## Vlastnosti
NGC 5866 má 10. hvězdnou velikost a od Země je vzdálená 48 milionů ly, takže její úhlová velikost 5,2′x2,3′ odpovídá skutečnému průměru 34 500 ly. Je to z boku viděná čočková galaxie, která má výrazný vřetenovitý tvar, podobající se galaxii NGC 3115. Tmavý pás prachu, který ji protíná, je u čočkových galaxií značně neobvyklý, protože u většiny z nich je tento disk blízko výdutě,
zatímco v tomto případě může mít prstencovitý tvar. Jeho přesná stavba je velmi těžko odhalitelná, protože při pohledu ze Země je galaxie natočená přímo svojí hranou. Případně by mohla být obyčejnou spirální galaxií, u kterých takový pás není neobvyklý.

## Sousední galaxie
Vřetenová galaxie je jedním z hlavních a nejjasnějších členů malé skupiny galaxií NGC 5866, kam patří také spirální galaxie NGC 5879 a NGC 5907.
Tato skupina by mohla být pouhou podskupinou jediné větší volné protáhlé skupiny, kam by patřily i skupina galaxií M 101 a skupina galaxií M 51, ačkoli většina studií označuje tyto skupiny za oddělené celky.